# Großer Klee-Kokonrüssler
Der Große Klee-Kokonrüssler oder Klee-Gespinstrüssler, auch Kleeblattnager (Brachypera zoilus, in der Fauna Europaea Donus zoilus, im Standardwerk Freude-Harde-Lohse Hypera zoilus, bei Reitter Phytonomus punctatus) ist ein Käfer aus der Familie der Rüsselkäfer.
Der Käfer ist in seinem ursprüngliches Verbreitungsgebiet unauffällig. Er hat dieses jedoch nach Nordamerika und Japan ausgedehnt und tritt dort gelegentlich an Luzerne und Klee als Schädling auf. Die Larven spinnen sich zur Verpuppung in einen Kokon ein.
Die Art unterliegt ist in Deutschland keinem Schutz.

## Bemerkungen zum Namen und zur Systematik
Die Art wurde 1775 von Scopoli unter dem Namen Curculio zoilus erstmals beschrieben. Unabhängig davon veröffentlichte im selben Jahr Fabricius eine Beschreibung der gleichen Art unter dem Namen Curculio punctatus. Zoilus war ein griechischer Redner, dessen Name in der Entomologie mehrmals als Artnamen verwendet wird. Die lateinische Beschreibung von Scopoli enthält keinen Hinweis auf den Grund der Namensgebung. Fabricius weist in seiner Beschreibung auf die gefleckte Flügeldecke hin. Dadurch erklärt sich bei seiner Beschreibung des Käfers der Artname punctatus (lat. punctātus punktiert).
Da später noch einige Lokalvarietäten als Arten beschrieben wurden, gibt es zahlreiche Synonyme:
- Curculio austriacus Schrank, 1781
- Curculio linzensis Gmelin, 1790
- Curculio medius Marsham, 1802
- Curculio pictus Fourcroy, 1785
- Curculio punctatus Fabricius, 1775
- Phytonomus falaciosus Desbrochers, 1896
- Phytonomus lineellus Gerth, 1910
- Phytonomus opimus LeConte, 1876[4]
- Phytonomus proximus Carmagnola, 1833
- Phytonomus rufus Bohemann, 1884

Während der mehrfachen Aufspaltung der Gattung Curculio wurde die Art den Gattungen Phytonomus, Hypera, Brachypera und Donus zugeschlagen. Dabei wurde gewöhnlich der von Linné vergebene Artname benutzt. Der Gattungsname Donus ist nicht ableitbar. Der Name der Untergattung Antidonus bedeutet (altgr. αντί antí gegen, an Stelle von) ähnlich der Gattung Donus.
Die eng verwandten Gattungen Donus und Hypera sind in Mitteleuropa mit etwa 31 Arten vertreten. Der große Klee-Kokonrüssler gehört zur Untergattung Antidonus, die in Europa durch elf Arten repräsentiert ist. Die Gattung Donus ist in Europa mit zwei Untergattungen und 36 Arten vertreten., weltweit werden 113 Arten unterschieden. Die Gattung Hypera ist ebenfalls artenreich.
Die Stellung der Untergattung Antidonus ist umstritten, sie wird entweder in die Gattung Donus, in die Gattung Hypera oder in die Gattung Brachypera gestellt.
| |                      |
| Abb.1: Flügeldecken, rechts teilweise Halsschild 1, 2, 3, 4......: erstes, zweites, drittes,… Intervall S: Flügeldeckennaht; a,b,c,…: Punktreihen |                      |
| |                      |
| Abb.2: Beschuppung abgerieben | Abb.3: Seitenansicht |

## Merkmale des Käfers
Der gedrungen gebaute Käfer erreicht eine Länge von knapp sechs bis neun Millimetern. Der bräunliche Körper ist mit anliegenden Schuppen und abstehenden Schuppenhaaren bedeckt.
Der Kopf ist nach vorn rüsselartig verlängert. Der Rüssel ist auffällig kurz und dick, höchstens doppelt so lang wie breit. Die Fühler sind nahe der Rüsselspitze eingelenkt. Sie bestehen aus einem langen Basalglied (Scapus). Zu diesem abgeknickt folgt eine neungliedrige Geißel mit anschließender Keule. Der Scapus kann in die Fühlerrinne eingelegt werden und reicht dann etwa bis zur Augenmitte. Die Fühlerrinne beginnt auf der Rüsseloberseite und läuft an der Rüsselseite zum Augenunterrand hin aus. Die Augen sind seitenständig und oval, die horizontale Ausdehnung kleiner als die vertikale.
Der Halsschild ist nahtlos mit der übrigen Vorderbrust verwachsen. Er ist an den Seiten nur schwach gerundet und etwa gleich lang wie breit. Nach vorn verjüngt er sich mehr als nach hinten.
Die graubraunen Flügeldecken haben gut ausgebildete Schultern und sind zusammen deutlich breiter als der Halsschild. Sie sind dicht beschuppt. Die Flügeldeckenschuppen sind hinten abgestutzt, aber an den Hinterecken nicht spitz ausgezogen. Zwischen den Schuppen treten lange, abstehende Haarborsten auf (Abb. 1). Die Punktreihen aus deutlich eingedrückten Punkten verlaufen parallel und sind durch breitere Zwischenräume getrennt (gut sichtbar in Abb. 2). Der erste, dritte, und fünfte Zwischenraum ist meist heller beschuppt, ebenso der siebte bis elfte an der Flügeldeckenseite (Abb. 1). Im ersten, dritten, fünften und siebten Zwischenraum sitzen mäßig erhöhte dunklere, samtartige Stellen (Gitterflecken). Dieses Merkmal allein ist jedoch für eine Bestimmung nicht ausreichend, da es einerseits auch bei verwandten Arten auftritt (beispielsweise bei Hypera vidua (Donus vidua)), andrerseits kann die Beschuppung abgerieben sein (Abb. 2).
Das erste Sternit des Hinterleibs hat einen Fortsatz, der zwischen die Hinterhüften ragt und breiter ist als eine Hinterhüfte. Die Schienen tragen auf der Innenseite je einen Enddorn. Die Tarsen sind alle viergliedrig. Die Klauen sind an der Basis nicht verwachsen.

## Biologie
Man findet den Käfer ganzjährig an einem breiten Spektrum von Schmetterlingsblütlern. Die Larven (Bild als Weblink) können an Kleearten und Luzerne schädlich werden. Sie entwickeln sich frei auf ihren Wirtspflanzen. Sie besitzen ähnlich den Schmetterlingsraupen Bauchschieber. Sie verpuppen sich in einem an der Pflanze angehefteten Kokon. Dieser besteht aus unregelmäßigen Maschen aus groben, bräunlichen Fäden. Er erreicht eine Länge von acht Millimeter. Die Maschen sind ziemlich eng, lassen aber die dunkle Puppe im Innern des Kokons erkennen.
Die Weibchen legen zwischen zweihundert und dreihundert Eier in oder an die Stängel der Wirtspflanze. Die folgenden Angaben ergaben sich in einer Studie bei Madrid (Spanien) in Luzernekulturen und im Labor. Die Imagines erscheinen Ende Mai, Anfang Juni und fressen intensiv an Luzerne, dann begeben sie sich auf den Boden und verstecken sich unter Steinen, Zweigen oder anderen Gegenständen am Rande der Felder. Dort verbringen sie ohne weitere Nahrungsaufnahme und unbeweglich den Sommer. Nach der sommerlichen Diapause beginnen die Käfer wieder zu fressen, und bald darauf erfolgt die Eiablage in Reihe in die Stängel der Luzerne. Die bernsteinfarbenen Eier sind ellipsoid und etwa 1 mm lang. Nach etwa zwanzig Tagen schlüpfen die weißlichen Larven. Sie ernähren sich von frisch gebildetem Gewebe. Über die Wintermonate entwickeln sich die Larven wegen der niedrigen Temperaturen und dem Nahrungsmangel langsam. Sie nutzen zur Nahrungsaufnahme die wärmeren Tage, jedoch erreichen sie im März das dritte oder vierte Larvenstadium. Während der letzten Larvenstadien ist die Larve grün bis strohgelb mit einer dünnen weißen Linie auf dem Rücken. Diese wird durch sehr feine rötliche Linien begrenzt, die zwischen den Segmenten unterbrochen sind. Diese rötlichen Linien fehlen den ähnlichen Larven von Hypera postica. Im April erscheinen die ersten Kokons, die am unteren Bereich des Stängels gesponnen werden. Darin vollzieht sich die Verpuppung des vierten Larvenstadiums. Ende Mai erscheinen die ersten Weibchen.
Bei einer Untersuchung in den USA wird ebenfalls die Überwinterung der Larve als Normalfall festgestellt. Die Imago nimmt nach dem Schlüpfen drei bis vier Wochen lang Nahrung auf. Die maximale Nahrungsaufnahme erfolgt etwa 5 Tage nach dem Schlüpfen, nach etwa 11 Tagen nimmt die Menge der aufgenommenen Nahrung deutlich ab.
Die Entwicklung der Larven im Winter unter verschiedenen Temperaturen wurden in Japan untersucht. Tiefe Temperaturen hemmen die Larvenentwicklung.
Bei der Studie in Spanien starben die adulten Tiere spätestens im Oktober, aus anderen Regionen wird die Überwinterung adulter Tiere berichtet. Aus den USA werden auch Überwinterungen im Eistadium berichtet.

## Verbreitung
Die Art ist in der gesamten Paläarktis verbreitet und nicht selten. Außerdem ist sie in andere Teile der Welt eingeführt worden. Seit Ende des 19. Jahrhunderts ist sie auch in Nordamerika heimisch und hat sich dort schnell ausgebreitet. Seit 1978 ist die Art auch aus Japan gemeldet.